# 伊卜提哈杰·穆罕默德
伊卜提哈杰·穆罕默德（英語：Ibtihaj Muhammad，1985年12月4日—）生于新泽西州梅普爾伍德，是一名美国女子击剑运动员，主攻佩剑。她拥有非洲裔血统，父母早在结婚前开始信奉伊斯兰教，她在家中五个孩子里排行老三。穆罕默德13岁时开始练习击剑，最初她练习的是重剑，后来在教练的建议下改练佩剑。2016年，她入选里约奥运美国女子佩剑队名单，成为历史上首位戴希贾布参加奥运的美国女选手，比赛期间她联同队友获得女子团体佩剑铜牌。